# Bradleystrandesia fuscata
Bradleystrandesia fuscata är en kräftdjursart som först beskrevs av Louis Jurine 1820.
Bradleystrandesia fuscata ingår i släktet Bradleystrandesia och familjen Cyprididae. Inga underarter finns listade i Catalogue of Life.